# Mistrzostwa Zatoki Perskiej w hokeju na lodzie
Mistrzostwa Zatoki Perskiej w hokeju na lodzie – międzynarodowy turniej hokeja na lodzie mężczyzn. Pierwsza edycja rozgrywek z udziałem 4 reprezentacji odbyła się w 2010 roku w Kuwejcie.

## Edycje
Lista dotychczasowych edycji hokejowych mistrzostw Zatoki Perskiej:
| Rok  | Gospodarz | Uczestnicy | Złoto                            | Srebro | Brąz             |
| ---- | --------- | ---------- | -------------------------------- | ------ | ---------------- |
| 2010 | Kuwejt    | 4          | Zjednoczone Emiraty Arabskie (1) | Kuwejt | Arabia Saudyjska |
| 2012 | ZEA       | 4          | Zjednoczone Emiraty Arabskie (2) | Kuwejt | Oman             |
| 2014 | Kuwejt    | 4          | Zjednoczone Emiraty Arabskie (3) | Kuwejt | Katar            |
| 2016 | Katar     | 4          | Zjednoczone Emiraty Arabskie (4) | Katar  | Kuwejt           |